# Alien on Stage
Alien on Stage is een Britse documentairefilm uit 2020 over een groep buschauffeurs uit Dorset die in plaats van hun gebruikelijke jaarlijkse pantomimeproductie een toneelversie van de film Alien van Ridley Scott opvoeren. Ze worden uitgenodigd om dit eenmalig op te voeren in het Leicester Square Theatre in het West End van Londen.
De film ontving lovende kritieken en heeft een score van 95% op de website Rotten Tomatoes. De film wist ook meerdere publiekprijzen te bemachtigen op film festivals, waaronder de Silver Scream Award op het Imagine Film Festival in Amsterdam.